# Simpang Luas
Simpang Luas is een bestuurslaag in het regentschap Ogan Komering Ulu Selatan van de provincie Zuid-Sumatra, Indonesië. Simpang Luas telt 2126 inwoners (volkstelling 2010).